# 비크란트급 항공모함
비크란트급 항공모함은 인도가 건조하는 최초의 항공모함이다. 코친 조선소에서 건조하는 최대 크기의 군함이다. 1번함 비라트함의 건조가 80% 진행되었다. 2010년에 진수될 예정이며, 2012년에 취역할 예정이다. 그러나 러시아로부터 AB/A grade steel의 수입이 늦어져서, 일정이 지연될 것으로 보인다.
최초 설계는 배수량 37,000 톤이었는데 40,000 톤으로 늘렸다. 길이도 252m (827ft)에서 260m (853 ft)로 늘렸다.
2번함 INS 비샬의 주문이 2010년에 있을 예정이다. INS 비샬은 2017년 인도 해군에 인도될 예정이다.

## 역사

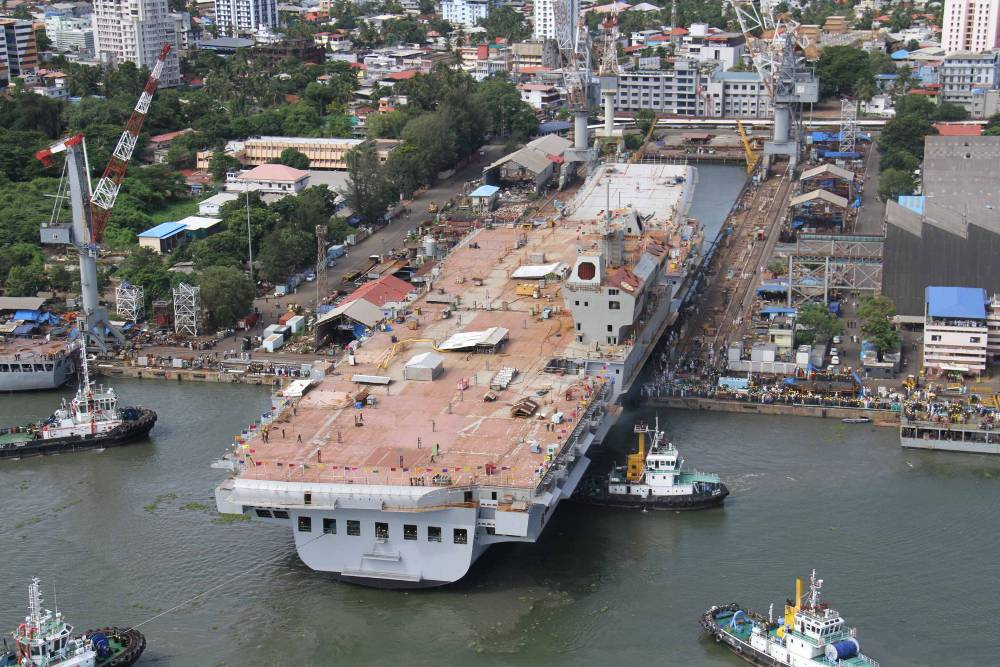
2013년 진수식 이후인 2015년에도 비행갑판이 설치되지 않았다

### 진수식
2013년 8월 12일 비크란트함이 진수했다. 로빈 도완 제독에 따르면, 진수식 현재 75%의 건조가 완료되었다. 함체의 90%, 추진기관의 50%, 무기의 30% 정도를 국산화했다.
진수식 이후에 비크란트함은 시험항해를 할 것이며, 다시 항구에 정박시켜 2단계 건설작업을 시작한다. 무기, 센서, 추진기관, 비행갑판, 항공기 이착륙 장비 등을 설치하여, 2018년에 실전배치할 계획이다.

### 미뤄지는 배치
2019년 12월, 인도 해군 참모총장이 "2022년 말, 비크란트가 작전하는 모습을 볼 수 있을 것"이라고 밝혔다. 그러나 코로나 팬데믹 사태로 2023년 이후로 미뤄질 전망이다.

## 장비
장거리 레이다로 이탈리아 en:Selex RAN-40L을 사용한다. L 밴드 AESA 레이다로서, 탐지거리는 전투기 400 km이다. 중거리 레이다로는 이스라엘 EL/M-2248 레이다를 사용한다. S 밴드 AESA 레이다로서, 탐지거리는 전투기 250 km, 순항미사일 25 km이다.
사거리 100 km인 이스라엘 바락 8 장거리 지대공 미사일 64발을 VLS에 탑재했다. 오토 멜라라 76 mm 함포 4문, 러시아 AK-630 CIWS를 탑재했다.
미그-29K 15대, HAL 테자스 15대, 헬기 10대, 모두 40대의 함재기를 탑재한다.

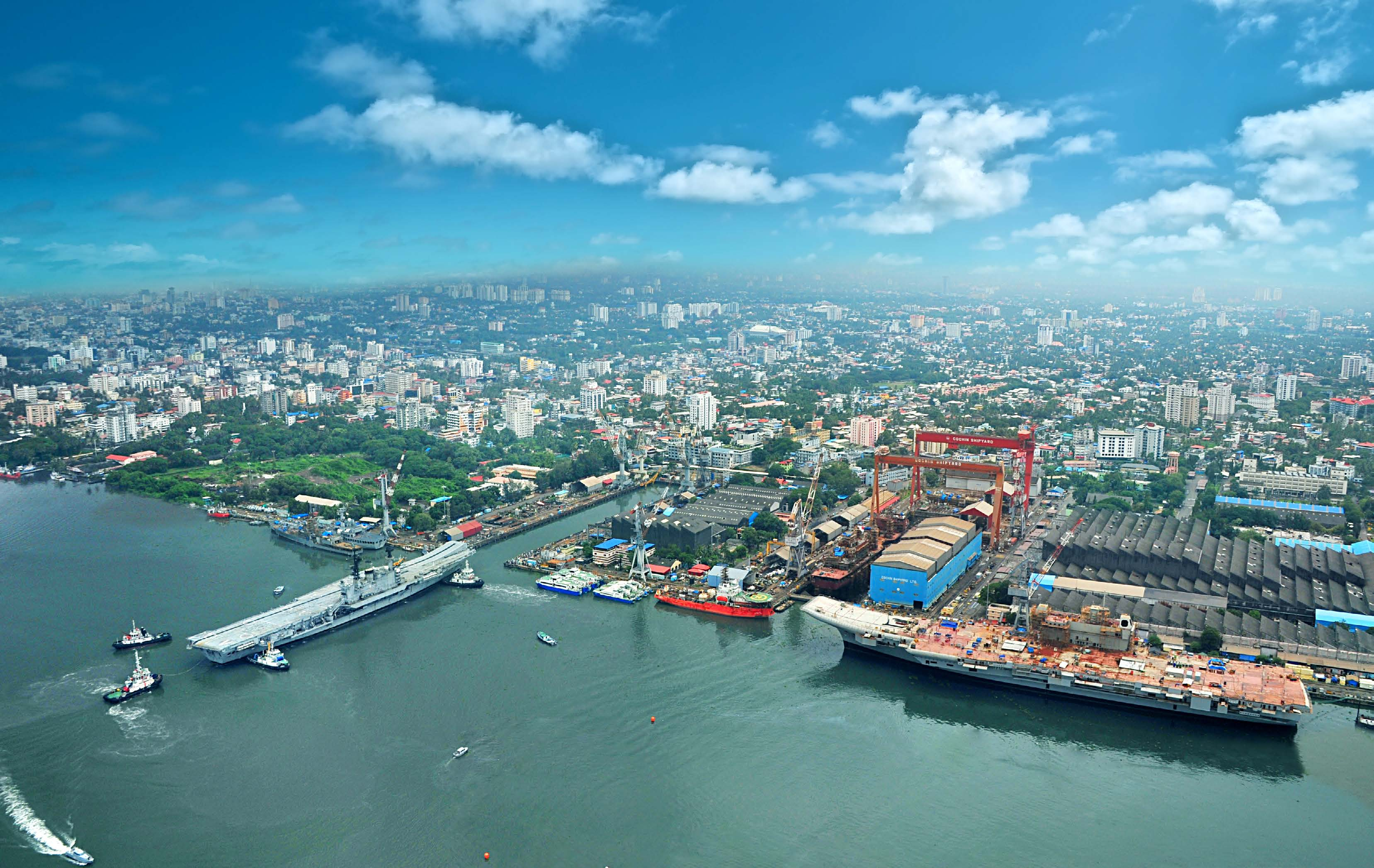
(우)비크란트의 모습, 진수식때 없었던 아일랜드가 올라갔다.

## 아시아 항공모함 대결
인도는 중국과 접경한 분쟁지역에서 충돌하여 20명 이상의 사망 사건이 발생하는등 심각한 분쟁을 겪고 있다. 따라서 중국을 포위하기 위한 쿼드 (국제 회의)에도 가입했고, 항공모함 전력을 강화해야하는 상태에 있으며 이에 러시아도 프로젝트 23000E, 스톰급 항공모함 수출을 인도에 제안하기도 했다. 파키스탄과의 전쟁에서 항공모함이 활약한 역사도 있기 때문에 인도 국민들에게 의미가 각별하며 지지를 전폭적으로 받는 상황에서 중국에 대응하기 위해 인도는 차기 항공모함을 도입할 가능성이 높다.
- 인도 - 스톰급 항모 안 : 러시아 10만톤급 원자력 항공모함 스톰급을 도입하고 Su-57의 함재기 버전도 수입할 예정이다. 80기까지 운용가능한 능력을 가진 것으로 예상되는 항모다.
- 인도 - 차세대 자체 항모 안 : 인도판 슈퍼캐리어를 건조한다. 80기의 함재기를 운용하여, 중국의 003형 항공모함에 대응할 수 있다.
- 인도 - 비크란트 개조 안 : 만재배수량과 함재기 수를 개선하기 위해 개조한다.

## 같이 보기
- 콜카타급 구축함 - 인도 해군의 최대 구축함
- 랴오닝호 항공모함 - 중국의 중형 항공모함
- 상파울루 항공모함 - 브라질의 중형 항공모함
- EL/M-2248 - 비크란트급 항공모함에 탑재된 레이다.